# La Vache jaune
La Vache jaune (en allemand : Die gelbe Kuh) est une peinture de Franz Marc réalisée en 1911.
Le tableau représente une vache jaune en train de sauter. Elle est entourée d'un paysage coloré et structuré. Le tableau oppose le sujet dynamique à l'arrière plan statique.
La vache jaune est réalisée dans une période importante de l'œuvre de Marc. C'est à cette époque, qu'il développe la symbolique des couleurs qui imprègne ce tableau. Il ne s'agit plus de reproduire des couleurs naturalistes mais de placer au premier plan les sentiments attribués au motif. L'artiste délivre ainsi sa vision du monde. Pour Marc les animaux incarnent un idéal qu'il oppose à la volonté humaine de contrôler la nature. Des interprétations ultérieures font référence à des influences autobiographiques et à la relation de Marc avec sa femme Maria Franck.

## Conception et exécution
L'image est divisée en trois plans : le premier plan qui contient le motif central de la vache jaune, le plan intermédiaire et l'arrière plan, solidement structuré. La peinture est fine, mais plate. Il existe un contraste entre le mouvement du premier plan et le calme de l'arrière plan. Ce mouvement se manifeste dans la posture de l'animal. Alors que les pattes avant semblent déjà soulever le poids du corps, les pattes postérieures sont encore dans une posture fluide de saut.

## Arrière plan

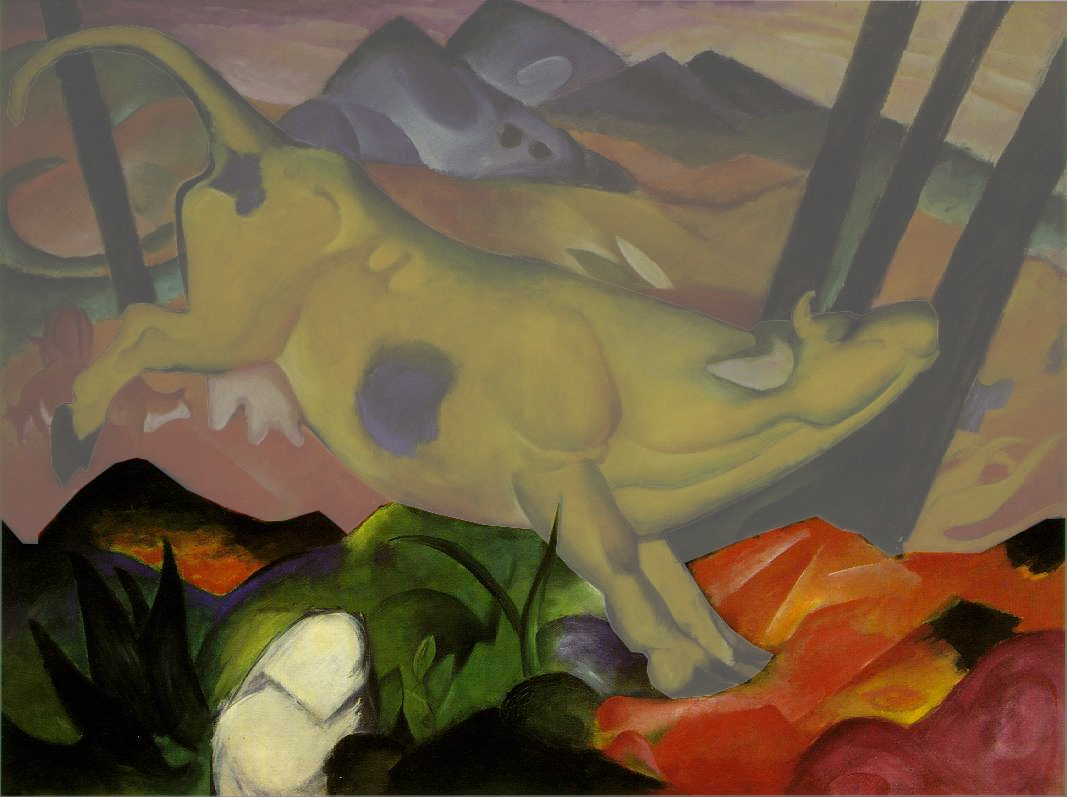
Mise en évidence du premier secteur de l'arrière plan
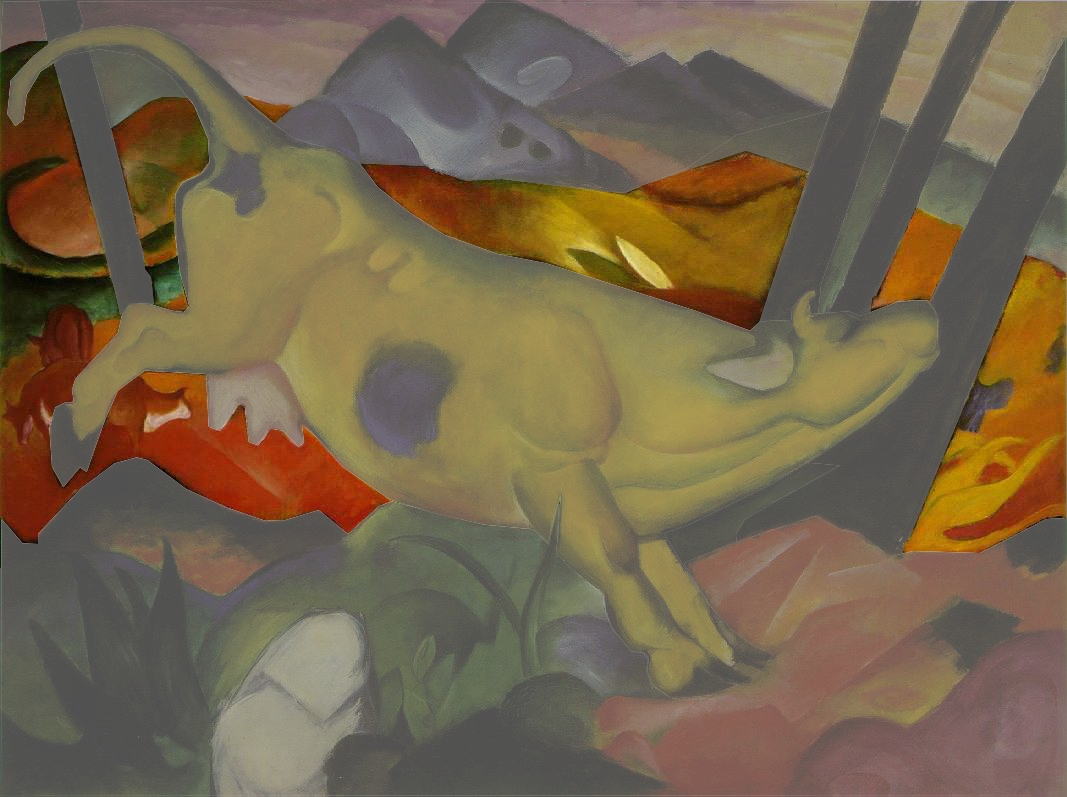
Mise en évidence du secteur médian de l'arrière plan
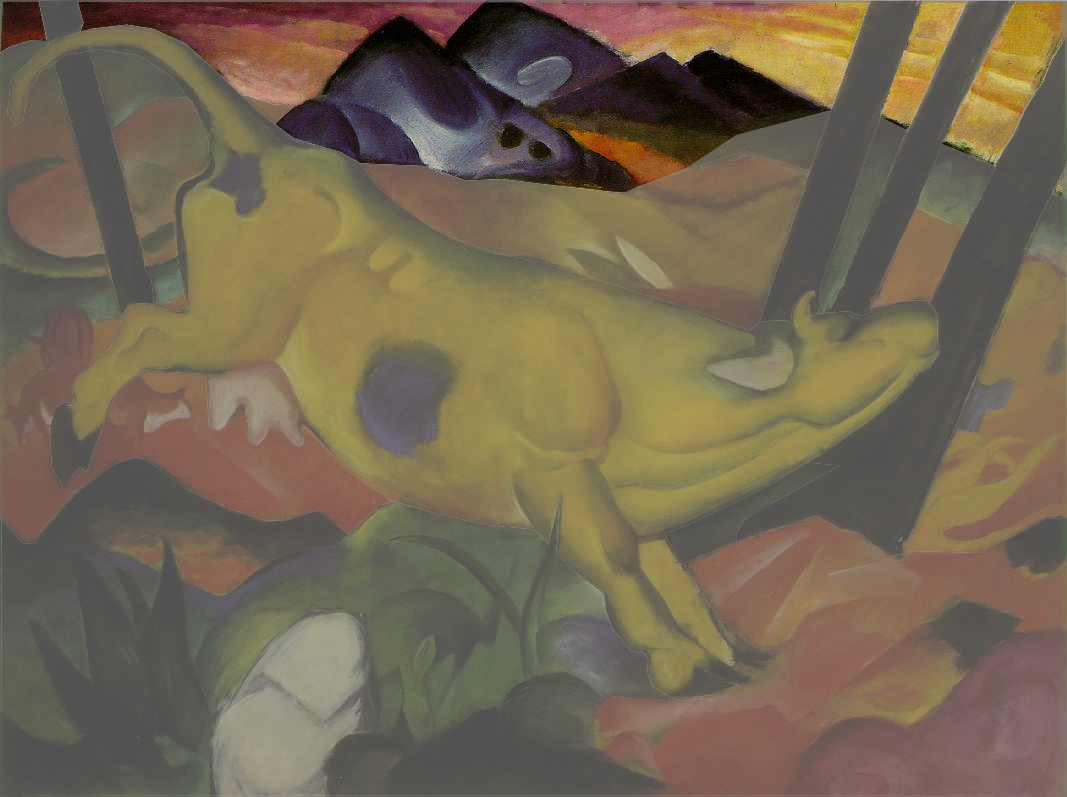
Mise en évidence du secteur arrière de l'arrière plan

Le facteur d'interprétation  le plus significatif de La Vache jaune est la symbolique des couleurs. Selon la plupart des historiens de l'art, c'est là que réside la clef de l'œuvre.

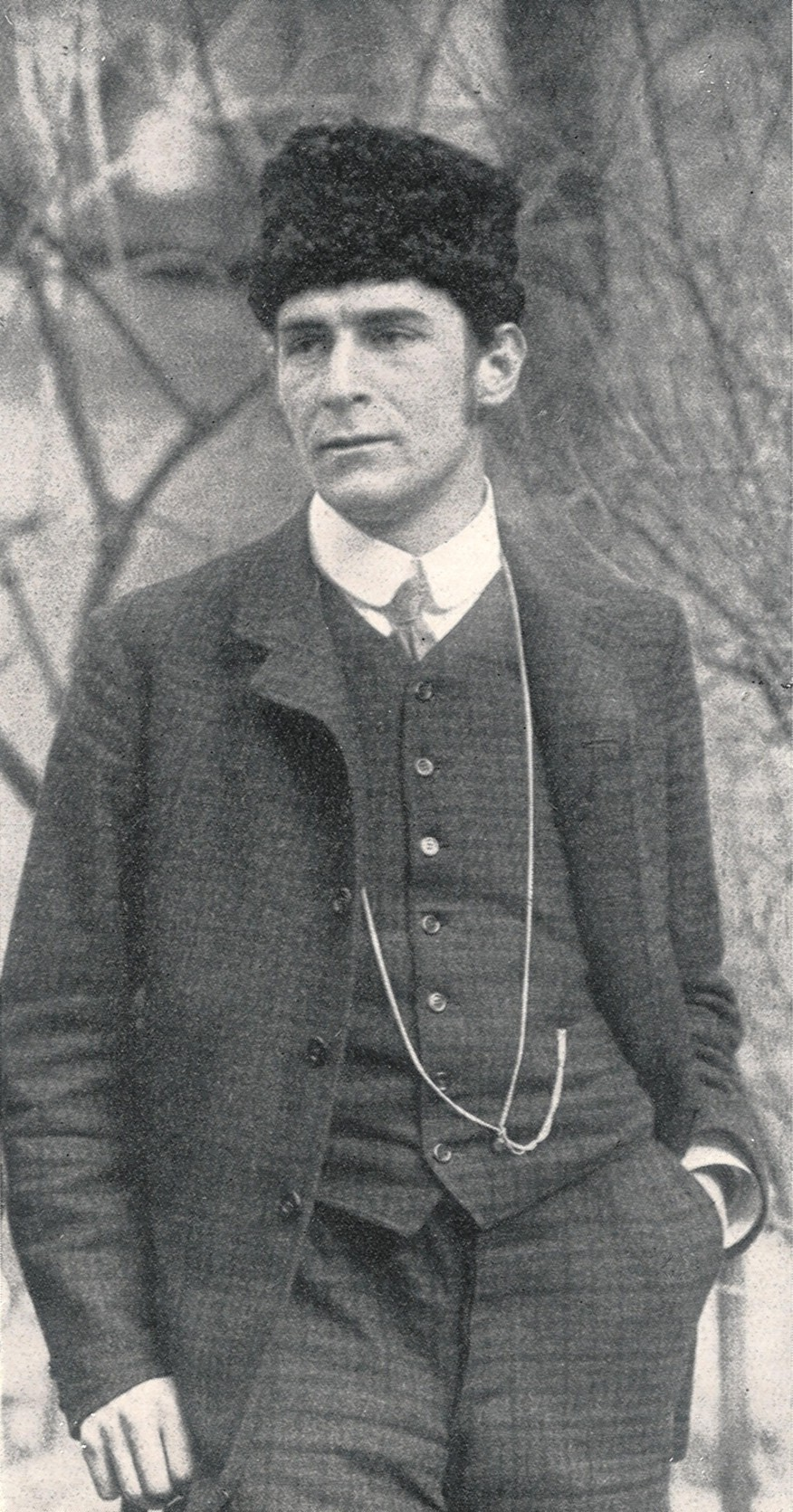
Franz Marc en 1910

### Sources et bibliographie
- (de) Cet article est partiellement ou en totalité issu de l’article de Wikipédia en allemand intitulé « Die gelbe Kuh » (voir la liste des auteurs).
- (de) Däubler, Theodor: Im Kampf um die moderne Kunst. In: Edschmid, Kasimir (Hrsg.): Tribüne der Kunst und Zeit. Berlin 1919–1920, volume 3, 1919
- (de) Förster, Katja: Auf der Suche nach einem vollkommenen Sein. Franz Marcs Entwicklung von einer romantischen zu einer geistig-metaphysischen Weltinterpretation. Karlsruhe 2000
- (de) Friedel, Helmut (Hrsg.) / Hoberg, Annegret (Hrsg.): Der blaue Reiter. Baden-Baden 2009 (Publication de la Fondation Frieder Burda à l'occasion de l'exposition Der blaue Reiter à Baden-Baden 2009)
- (de) Friedel, Helmut (Hrsg.) / Hoberg, Annegret (Hrsg.): Franz Marc. The Retrospective. Munich 2006 (Publication à l'occasion de l'exposition de la Städtischen Galerie im Lenbachhaus, Munich 2006)
- (de) Gollek, Rosel: Franz Marc : 1880–1916 ; 27.8. - 26. octobre 1980, Städt. Galerie im Lenbachhaus Munich 1980 (Catalogue de l'exposition Marc à la Städtischen Galerie im Lenbachhaus de Munich 1980)
- (de) Kirsten Jüngling / Brigitte Roßbeck: Franz und Maria Marc: Die Biographie eines Künstlerpaares. Berlin 2004
- (de) Klaus Lankheit: Franz Marc. Katalog der Werke. Cologne 1970
- (de) Klaus Lankheit: Franz Marc. Sein Leben und seine Kunst. Cologne 1976
- (de) Marc, Franz: Briefe. Aufzeichnungen und Aphorismen. Berlin 1920
- (de) Marc, Franz / Lankheit, Klaus (Hrsg.): Schriften. Cologne 2000
- (de) Partsch, Susanne: Franz Marc. Cologne 2005